# أولانج (إيطاليا)

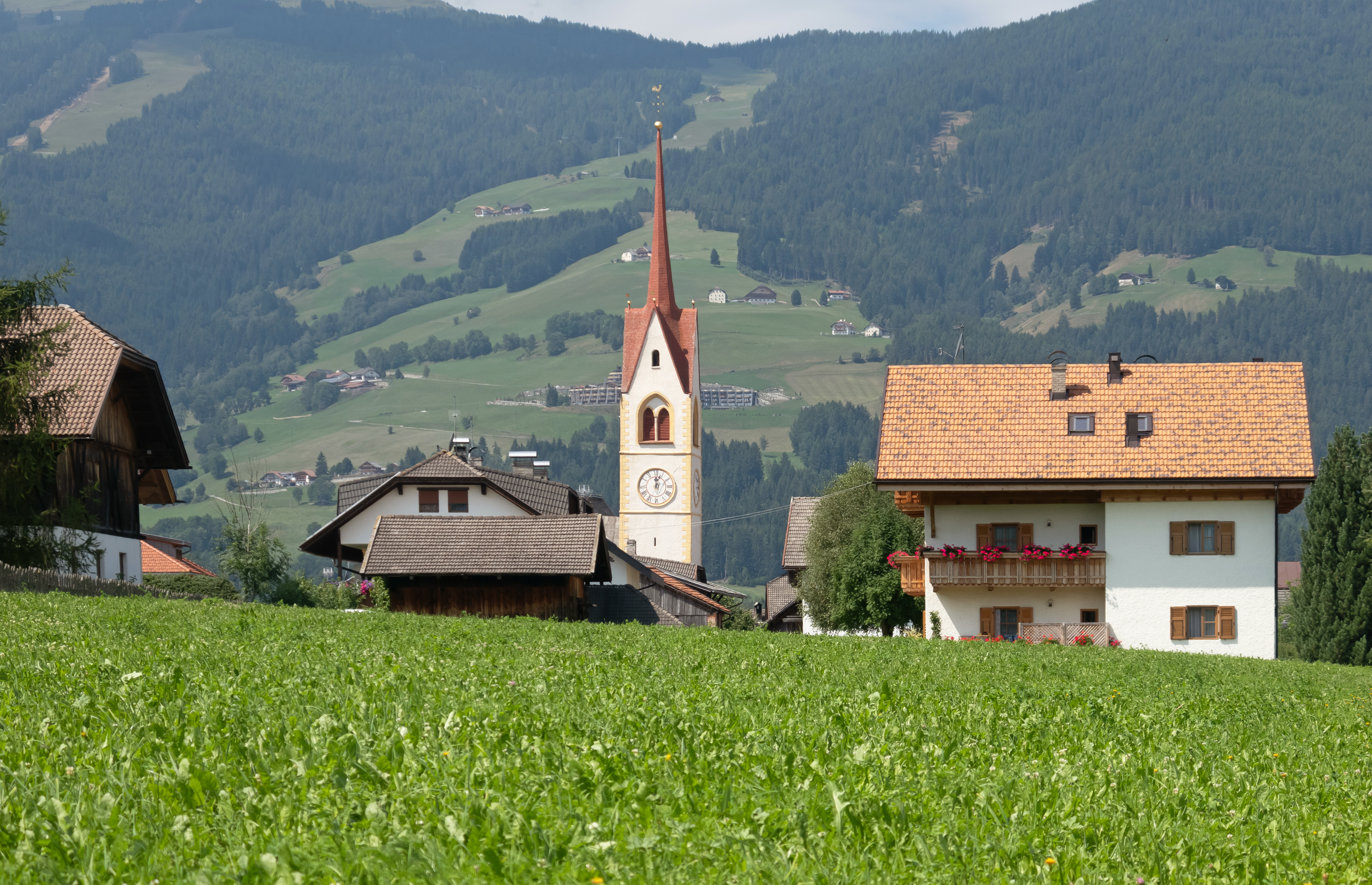
أبرشية الكنيسة في أوبيرولانغ

أولانج؛ (تُلفظ بالألمانية: [ˈoˑlaŋ] ؛ (بالإيطالية: Valdaora)‏ ‎[valˈdaːora]‏ ) هي بلدية (محافظة) في جنوب تيرول شمال إيطاليا، وتقع على بعد حوالي 60 كيلومتر (37 ميل) شمال شرق مدينة بولزانو.

## جغرافية
في 31 ديسمبر 2015، كان عدد سكانها 3132 نسمة وتبلغ مساحتها 49.0 كيلومتر مربع (18.9 ميل2).
وتقع أولانج على حدود البلديات التالية: برونيك وماريو وبراجس وراسين أنتولز وويلزبيرق- تايستين.

### فرازيوني
وكما تحتوي بلدية أولانغ على فرازيوني (في المناطق الفرعية، والقرى, والنجوع بشكل رئيسي) جيزيلسبيرغ (سورافورسيا)، ميترولانغ (فالداورا دي ميزو)، نيديرولانغ (فالداورا دي سوتو) وأوبرولانغ (فالداورا دي سوبرا).

## تاريخ

### معطف الاذرع
تحمل البلدية شعار على شكل انحناء يمثل ثلاث عجلات للعربة. حيث ترمز العجلات إلى قرى ميتيرولانج واوبيرولانج ونيديرولانج وتشير الى تأثيرها على الوادي. وقد مُنحت الشارة في عام 1968.

## مجتمع

### التنوع اللغوي
وفقًا للتعداد في عام 2011، يشير إلى ان 96.47٪ من السكان يتحدثون الألمانية، و3.18٪ يتحدثون الإيطالية و 0.34٪ فقط يتحدثون اللادينية كلغة أولى.

## روابط خارجية
- باللغة الألمانية Homepage of the municipality